# 罗德里戈·科拉莱斯
罗德里戈·科拉莱斯（西班牙語：Rodrigo Corrales，1991年1月24日—），西班牙男子手球运动员。他曾代表西班牙国家队参加2020年夏季奥林匹克运动会手球比赛，获得一枚铜牌。